# Tanaka Sunta
Tanaka Sunta (田中 駿汰) (Oszaka prefektúra, 1997. május 26. –) japán válogatott labdarúgó.

## Klub
A labdarúgást a Hokkaido Consadole Sapporo csapatában kezdte.

## Nemzeti válogatott
2019-ben debütált a japán válogatottban.

## Statisztika
| Japán válogatott | Japán válogatott | Japán válogatott |
| Időszak          | Mérk.            | gól              |
| ---------------- | ---------------- | ---------------- |
| 2019             | 1                | 0                |
| Összesen         | 1                | 0                |